# Motore termico

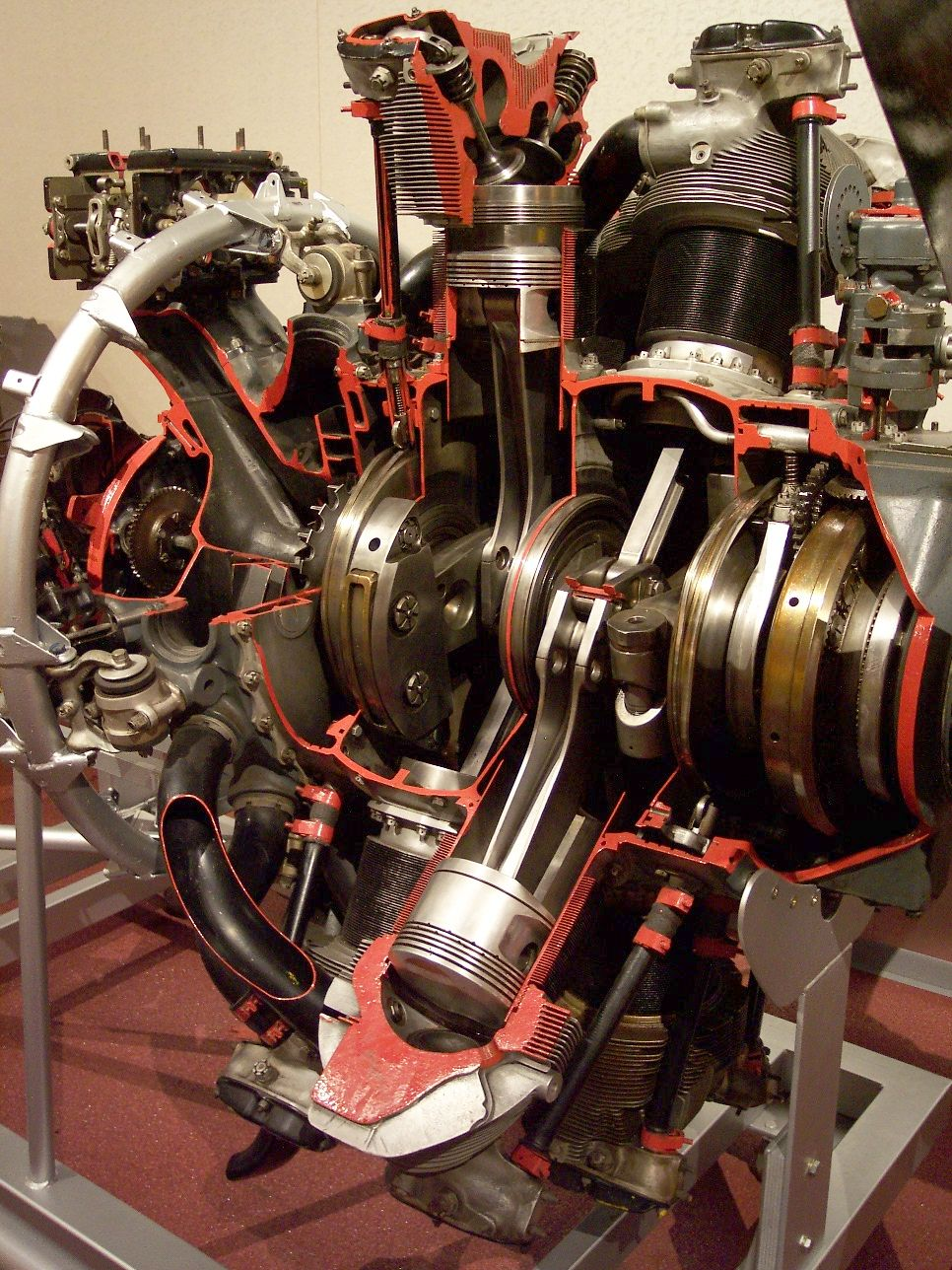
Motore radiale, del tipo a doppia stella raffreddato ad aria

Un motore termico o motore a combustione è una macchina termica motrice, che utilizza il calore come vettore energetico per la produzione di lavoro meccanico (eventualmente poi convertito in corrente elettrica). Esempi di motori termici includono il gruppo turbogas, motore ad accensione comandata, motore ad accensione spontanea e il motore a vapore.

## Descrizione

### Tipi di Motori Termici
Vi sono due tipologie principali di motori termici:
- motore a combustione interna, in cui la trasformazione di energia termica in lavoro avviene all'interno della camera di combustione (ad esempio il motore a scoppio, il motore rotativo Wankel o anche una turbina a gas);
- motore a combustione esterna, in cui la trasformazione di energia avviene in un organo separato dalla camera di combustione, quale può essere ad esempio il motore a vapore.

### Modalità operativa
Nel motore a combustione vi sono due tipologie principali di funzionamento:
- continuo (motore a turbina), in cui la produzione d'energia è costante nel tempo, volendo dividere dal punto di vista funzionale questo motore, in esso sono individuabili tre zone, delimitate nella camera di combustione, dove in ogni zona c'è la trasformazione del carburante in energia, in modo continuo.
- in fasi (motore volumetrico), in cui si ottiene lavoro meccanico dai pistoni, il funzionamento è divisibile in fasi, in ciascuna delle quali si ha un'azione diversa, necessaria per ricavare energia dal combustibile.

Quest'ultimo si può ancora dividere in motore a movimento: 
- alternativo
- rotativo

### Raffreddamento
Tenendo conto che il mezzo ultimo con cui viene scambiato il calore derivante dal lavoro del motore è sempre l'aria, il raffreddamento del motore termico può essere:
- Assente, il motore non ha bisogno di essere raffreddato o non è possibile raffreddarlo, come ad esempio i motori a combustione esterna.
- Presente, il motore necessita del raffreddamento per poter funzionare in modo corretto e costante.
  - Raffreddamento ad aria, sistema che sfrutta la maggiore superficie di contatto con l'aria, tramite uso di alettature.
  - Raffreddamento ad aria e olio, sistema misto tra il sistema ad aria e il sistema a liquido.
  - Raffreddamento a liquido, sistema che raccoglie il calore dal cilindro, per poi espellerlo tramite un liquido.
  - Assistenza, il tipo di raffreddamento può essere coadiuvato o meno nella sua funzione
    - Raffreddamento libero, adopera dei sistemi che non sfruttano energia per poter funzionare, in questa categoria possono ricadere tutti gli altri sistemi di raffreddamento.
    - Raffreddamento forzato, qualora il sistema di raffreddamento sia munito di meccanismi che accentuano il raffreddamento, come nel caso di ventole o pompe, che possono funzionare in continuo o secondo necessità.

### Distribuzione delle accensioni
La distribuzione dell'accensione o raggiungimento del punto morto superiore varia a seconda del tipo di configurazione delle unità motore e hanno determinate caratteristiche (di vibrazione e trazione) che si vogliono avere.
Questa distinzione viene utilizzata per i Motore pluricilindrico o plurifrazionato, viene preso in considerazione il motore quadricilindrico e influisce sulla costruzione dell'albero motore con le configurazioni:
- Big Bang, utilizzato dalla Honda NSR500 del '90, è caratterizzata dal raggiungimento a coppie del PMS e accensione delle unità termiche, in più queste combustioni a coppie sono ravvicinate tra loro, facendo comportare il motore in modo molto simile ad un motore monocilindrico.
- Long bang, utilizzato dalla Kawasaki Ninja ZX-RR di Shinya Nakano, si tratta di una trasposizione del sistema Big Bang su motori a quattro tempi, sempre con accensioni a coppie e ravvicinate tra loro
- Twin pulse, è utilizzata principalmente su motori a V con unità pari ed è caratterizzata dal raggiungimento ravvicinato del PMS (dipende dall'apertura della V) e accensione prima da una metà delle unità del motore, poi dalle unità restanti, queste due fasi vengono generalmente quasi equidistanziate, questo fa sì che il motore si comporti quasi come un bicilindrico.
- Screamer, è caratterizzata dal raggiungimento equidistante del PMS da parte delle varie unità, in modo che si ha un'accensione a ogni 180° nel caso di motori quadricilindrici a quattro tempi, generalmente questa è la disposizione tipica dei motori automobilistici stradali in linea a quattro tempi.
- Accensioni regolari, è caratterizzata da un'accensione progressiva delle varie unità, in modo del tutto simile al motore "Screamer", ma si differenzia per il fatto che queste accensioni non sono forzatamente equidistanti, questa configurazione viene usata principalmente sui motori a V, con un angolo diverso da 90° e 180° e usano un albero motore dove si hanno due bielle per manovella, come nei motori sportivi.
Questa disposizione può prendere la denominazione, anche se impropria, " Four pulse" nel caso dei quadricilindrici, "Five pulse" nel caso dei pentacilindrici, ecc.
- Accensioni irregolari, è caratterizzata da un'accensione progressiva delle varie unità, in modo del tutto simile al motore "Screamer", ma si differenzia per il fatto che queste accensioni non sono equidistanti tra loro, infatti nei motori quadricilindrici invece che essere a ogni 180°, hanno le combustioni che avvengono a 0°, 180°, 270° (dopo altri 90°), 450° (dopo altri 180°) e ricominciano dopo altri 270° (due giri completi), questo motore è caratterizzato pertanto da un albero a gomiti a crociera.

### Disposizione delle unità

Disposizione delta

Il motore del tipo a ciclo termico può avere diversi per la disposizione dei vari elementi:
- Motore tandem, i cilindri hanno ognuno un albero motore, il quale si collega in punti diversi della campana frizione.
- Motore in linea, i cilindri sono disposti lungo una linea retta e paralleli tra loro, sfruttando lo stesso albero motore.
- Motore a sogliola, motore con i cilindri in linea, con una disposizione parallela rispetto all'asfalto.
- Motore a U o "a cilindri paralleli", costituito da una coppia di cilindri in "linea" disposti a "tandem", il motore in quadrato è caratterizzato da due motori "bicilindrici in linea" disposti a "tandem".
- Motore a cilindri contrapposti  "motore boxer", è un motore con cilindri e pistoni in linea contrapposti, ogni biella ha un perno sull'albero motore a180° (i pistoni si muovono in contrapposizione, da qui deriva il nome boxer, mutuato dalla boxe)
- Motore a cilindri contrapposti a V 180°, motori analoghi ai "boxer" ma caratterizzati dall'avere le 2 bielle opposte con un unico perno sull'albero motore. ( i pistoni si muovono nella stessa direzione)
- Motore a V, i cilindri sono disposti lungo una linea, ma non sono paralleli tra loro e sfruttano un solo albero motore, viene definito a "L" se l'angolo tra le due bancate è di 90° con un cilindro orizzontale ed uno verticale.
- Motore a delta, motore costituito dal motori a V messi in tandem a formare i cilindri contrapposti.
- Motore ad H, costituito dall'utilizzo in tandem di due motori Boxer o a cilindri contrapposti.
- Motore a W, costituito da una coppia di motori a "V" disposti a "tandem" o da un singolo albero motore con due bielle per manovella, con i cilindri disposti su due bancate, dove i cilindri di ogni corrispettiva bancata hanno due angoli d'inclinazione diversi.
- Motore a M, si tratta di un motore a W rovesciato sottosopra
- Motore ad X, costituito da una coppia di motori a "V", che condividono lo stesso albero motore e costituito da un basamento a quattro bancate.
- Motore radiale, costituito da una disposizione radiale dei cilindri rispetto all'asse di rotazione dell'albero motore, inoltre si utilizza una sola manovella per tutti i cilindri, grazie l'uso di una biella, detta biella madre, ad una testa ed a più piedi."""

### Rendimento
Il rendimento di primo principio dei motori termici è definito come il rapporto tra l'energia meccanica generata dal motore e l'energia fornita dal combustibile.
Uno dei fattori che maggiormente influenzano il rendimento è il rapporto tra la pressione generata dalla combustione e relativo aumento di temperatura della fase attiva del ciclo (espansione) e la pressione della fase passiva del ciclo (compressione).
I rendimenti sono molto variabili a seconda del tipo e nei primi anni 2000 si ha:
- Motori ad accensione comandata per autoveicolo 0,28-0,36
- Motori diesel per trazione pesante 0,36-0,44
- Motori diesel sovralimentati per impianti fissi 0,44-0,53

Questi valori sono una media, infatti esistono motori con valori di rendimento migliori oppure configurazioni differenti come il motore a ciclo Atkinson della Toyota Prius del 2016 che raggiunge lo 0,4, mentre il motore 2T Diesel navale Wärtsilä-Sulzer RTA96-C della Wärtsilä, ha un rendimento superiore al 0,5.
Motori termici in assetto cogenerativo possono, invece, lavorare con un rendimento decisamente maggiore, andando a recuperare buona parte del calore generato dal motore.
Nel 2024 il motore termico diesel (puro senza ibridazione) per i mezzi pesanti prodotto dalla Weichai Power è riuscito a raggiungere il 53,09% di rendimento (0,5309), migliorando i valori finora raggiunti del 45-46%, questo nuovo record è stato certificato sia dall'ente tedesco Tüv Süd sia dal China Automotive Technology & Research Center.
Ma l'utilizzo del rendimento di primo principio per un confronto diretto con altre tecnologie deve sempre essere improntato ad un'attenta analisi che preveda l'intero ciclo del sistema; per esempio un motore elettrico ha intrinsecamente un rendimento decisamente superiore al motore termico, ma per la generazione, il trasporto e l'immagazzinamento dell'energetica elettrica necessaria per il suo funzionamento riducono di molto il rendimento complessivo, mentre un motore termico pur avendo un rendimento relativamente basso (ma in aumento con il recupero dell'energia tramite sistemi ibridi) richiede una fonte energetica che subisce meno passaggi e trasformazioni, questo permette un rendimento complessivo paragonabile ai sistemi elettrici.

## Futuro dei motori termici
Con la riduzione dei giacimenti petroliferi, i motori termici sono destinati a essere utilizzati sempre più marginalmente e con combustibili alternativi che dovranno essere economici da produrre, a ridotto impatto sull'ecosistema e disponibili in quantità sufficiente per soddisfare le richieste del mercato mondiale. L'idrogeno è un vettore di energia che è possibile ricavare dall'acqua, è ecologico e inesauribile, ma con le tecnologie attuali (anni 2010) non è possibile produrlo e stoccarlo in quantità elevate a costi convenienti e in modo pulito. Le varietà di biocarburante disponibili sono meno inquinanti della benzina e sono rinnovabili ma spesso non convengono dal punto di vista della resa energetica, ovvero i costi e l'energia impiegati per produrli sono superiori al guadagno che si ottiene dal loro utilizzo.

### Veicolo ibrido
Dal 1997 sono entrati in produzione di massa veicoli con motore termico e uno o più motori elettrici. Queste unità possono lavorare in sinergia per ottenere il massimo rendimento e il minor consumo di carburante durante funzionamento. Nella maggior parte di questi veicoli il propulsore termico tende a essere utilizzato solo nelle sue condizioni di massimo rendimento (alto carico), venendo sostituito da trazione puramente elettrica se si lavora a basso carico, come ad esempio nel traffico cittadino.
Alcune supercar sfruttano la presenza di un propulsore ibrido per incrementare le performance della vettura, usando contemporaneamente le unità elettriche e termiche per generare coppia motrice. Le autovetture ibride plug-in sono invece pensate per una ricarica alla presa e per una guida prevalentemente in elettrico (soprattutto per automobili di dimensioni ridotte), sfruttando l'unità termica solo per spostamenti oltre il range massimo delle batterie.

### Motore ad iniezione d'acqua
Motore ad iniezione d'acqua per aumentare la pressione in camera generata dalla combustione, grazie all'uso dell'acqua, che va a ridurre drasticamente la temperatura della carica, con effetti diretti su preaccensione, detonazione, produzione di gas inquinanti e consumi.

### Motore con Turbosteamer
Motore con turbosteamer permette di recuperare parte del calore disperso nello scarico per poter azionare una turbina che lavora assieme al motore.